# Pseudococcus microadonidum
Pseudococcus microadonidum är en insektsart som beskrevs av John Wyman Beardsley 1966. 
Pseudococcus microadonidum ingår i släktet Pseudococcus och familjen ullsköldlöss. Inga underarter finns listade i Catalogue of Life.